# Danh sách cầu thủ tham dự Cúp bóng đá châu Phi 1962
Dưới đây là danh sách các đội hình thi đấu tại Cúp bóng đá châu Phi 1962.

## United Arab Republic
Huấn luyện viên:  Mohamed El-Guindy & Hanafy Bastan

| Số | VT | Cầu thủ                  | Ngày sinh (tuổi)           | Trận | Bàn | Câu lạc bộ\| |
| -- | -- | ------------------------ | -------------------------- | ---- | --- | ------------ |
|    | TM | Adel Hekal               | 23 tháng 3, 1934 (27 tuổi) |      |     | Al-Ahly      |
|    | HV | Mimi El-Sherbini         | 26 tháng 7, 1937 (24 tuổi) |      |     | Al-Ahly      |
|    | HV | Ahmed Mostafa            | 12 tháng 9, 1934 (27 tuổi) |      |     | Zamalek      |
|    | HV | Tarek Selim              | 15 tháng 7, 1937 (24 tuổi) |      |     | Al-Ahly      |
|    | TV | Rifaat El-Fanagily       | 1 tháng 5, 1936 (25 tuổi)  |      |     | Al-Ahly      |
|    | TV | Mohammed "Shehta" Seddiq |                            |      |     | Ismaily      |
|    | TV | Saleh Selim              | 11 tháng 9, 1930 (31 tuổi) |      |     | Al-Ahly      |
|    | TV | Samir Qotb               | 16 tháng 3, 1938 (23 tuổi) |      |     | Zamalek      |
|    | TV | Badawi Abdel Fattah      | 24 tháng 5, 1935 (26 tuổi) |      |     | Tersana      |
|    | TĐ | Raafat Attia             | 6 tháng 2, 1934 (27 tuổi)  |      |     | Zamalek      |
|    | TĐ | Moustafa Reyadh          | 5 tháng 4, 1941 (20 tuổi)  |      |     | Tersana      |
|    | TĐ | Taha Ismail              | 8 tháng 2, 1939 (22 tuổi)  |      |     | Al-Ahly      |

## Ethiopia
Huấn luyện viên: 

| Số | VT | Cầu thủ                 | Ngày sinh (tuổi)           | Trận | Bàn | Câu lạc bộ\|        |
| -- | -- | ----------------------- | -------------------------- | ---- | --- | ------------------- |
|    | TM | Gilamichael Teklemariam |                            |      |     |                     |
|    | TM | Berhane Bayene          |                            |      |     |                     |
|    | HV | Asmelash Berhe          |                            |      |     |                     |
|    | HV | Berhe Goitom            |                            |      |     |                     |
|    | HV | Mohamed Awad            |                            |      |     |                     |
|    | TV | Girma Tekle             |                            |      |     |                     |
|    | TV | Mengistu Worku          | 1940                       |      |     | Saint George        |
|    | TV | Araya Kiflom            |                            |      |     |                     |
|    | TV | Luciano Vassalo         | 15 tháng 8, 1935 (26 tuổi) |      |     | Cotton Factory Club |
|    | TV | Gebremedhin Tesfayé     |                            |      |     |                     |
|    | TĐ | Getachew Wolde          |                            |      |     |                     |
|    | TĐ | Italo Vassalo           |                            |      |     |                     |
|    | TĐ | Tsegaye Tesfaye         |                            |      |     |                     |
|    | TĐ | Tekle Kidane            |                            |      |     |                     |
|    | TĐ | Netsere Woldeselassie   |                            |      |     |                     |
|    | TĐ | Haile Tesfagaber        |                            |      |     |                     |
|    | TĐ | Negassie Gebremichael   |                            |      |     |                     |

## Tunisia
Huấn luyện viên: Frane Matošić

| Số | VT | Cầu thủ              | Ngày sinh (tuổi)            | Trận | Bàn | Câu lạc bộ\|       |
| -- | -- | -------------------- | --------------------------- | ---- | --- | ------------------ |
|    | TM | Moncef Kechiche      |                             |      |     |                    |
|    | TM | Khaled Gharbi        |                             |      |     |                    |
|    | HV | Mohsen Keffala       |                             |      |     |                    |
|    | HV | Azaïez Jaballah      |                             |      |     |                    |
|    | HV | Abdelmajid Chetali   | 4 tháng 7, 1939 (22 tuổi)   |      |     | Étoile du Sahel    |
|    | HV | Ridha Rouatbi        |                             |      |     |                    |
|    | HV | Ahmed Sghaïer        | 2 tháng 1, 1937 (25 tuổi)   |      |     | US Tunisienne      |
|    | TV | Chedly Laaouini      |                             |      |     |                    |
|    | TV | Haj Ali              |                             |      |     |                    |
|    | TV | Rachid Meddeb        | 22 tháng 10, 1940 (21 tuổi) |      |     | Espérance de Tunis |
|    | TV | Taoufik Ben Othman   | 24 tháng 3, 1939 (22 tuổi)  |      |     | AS Marsa           |
|    | TĐ | Driss Haddad         |                             |      |     |                    |
|    | TĐ | Moncef Chérif        | 8 tháng 11, 1940 (21 tuổi)  |      |     | Stade Tunisien     |
|    | TĐ | Mohamed Salah Jedidi | 7 tháng 3, 1938 (23 tuổi)   |      |     | Club Africain      |
|    | TĐ | Ammar Merrichko      |                             |      |     |                    |

## Uganda
Huấn luyện viên: Samson Yiga

| Số | VT | Cầu thủ         | Ngày sinh (tuổi) | Trận | Bàn | Câu lạc bộ\| |
| -- | -- | --------------- | ---------------- | ---- | --- | ------------ |
|    | TM | John Agard      |                  |      |     |              |
|    | TM | John Ngabeki    |                  |      |     |              |
|    | HV | David Ssimbwa   |                  |      |     |              |
|    | HV | George Kakaire  |                  |      |     |              |
|    | HV | David Otti      |                  |      |     |              |
|    | TV | John Bunyenyezi |                  |      |     |              |
|    | TV | Clive Bond      |                  |      |     |              |
|    | TV | Sam Bukenya     |                  |      |     |              |
|    | TV | Jimmy Semugabi  |                  |      |     |              |
|    | TĐ | Edward Semambo  |                  |      |     |              |
|    | TĐ | Odong Kongo     |                  |      |     |              |
|    | TĐ | Joseph Mabirizi |                  |      |     |              |
|    | TĐ | Francis Atema   |                  |      |     |              |
|    | TĐ | Baker Kasigwa   |                  |      |     |              |
|    |    | Ben Omoding     |                  |      |     |              |
|    |    | Francis Atema   |                  |      |     |              |